# 玉女艳捻螺
玉女艳捻螺（学名：Bullina virgo），是头楯目艳捻螺科艳捻螺属的一种。主要分布于台湾，常栖息在浅海沙底。